# Вітер Сергій Володимирович
Сергій Володимирович Вітер (24 липня 1975, м. Харків, СРСР) — колишній білоруський хокеїст українського походження, лівий нападник, хокейний тренер. В.о головного тренера «Донбас» (Донецьк). У червні 2019 року призначений головним тренером збірної України.

## Кар'єра гравця
Сергій Вітер є вихованцем харківської хокейної школи. У 1993 році виступав за ХК «Хімік» (Новополоцьк) у Чемпіонат Білорусі та збірну Білорусі U-18.
Виступав за «Амур» (Хабаровськ), «Подгале» (Новий Тарг), «Елемаш» (Електросталь), ХК «Гомель», «Юність» (Мінськ), «Нафтовик» (Леніногорськ), «Донбас» (Донецьк).
У складі національної збірної Білорусі провів 3 матчів (2 голи).
Досягнення
- Золото Чемпіонату Білорусі (1996, 1997, 2003, 2004, 2005)
- Срібло Чемпіонату Польщі (2000)
- Срібло Чемпіонату Білорусі (2004)
- Бронза Чемпіонату Білорусі (1993, 1994, 1999)
- Кубок Білорусі (2004)

## Тренерська кар'єра
Після закінчення кар'єри гравця, Сергій Вітер залишився в Донецьку і з 2010 року працюв в клубній системі «Донбасу» як помічник головного тренера і спортивний директор. Двічі був головним тренером клубу: з березня 2017 року — до літа 2018 і з жовтня 2018 — до літа 2020.
У 2013—2014 роках Сергій Вітер помічник тренера Національної збірної України Андрія Назарова.
У сезоні 2019/2020 — головний тренер збірної України. 28 грудня 2020 очолив хокейну команду з Маріуполя.